# 18994 Nhannguyen
18994 Nhannguyen è un asteroide della fascia principale. Scoperto nel 2000, presenta un'orbita caratterizzata da un semiasse maggiore pari a 2,3693924 UA e da un'eccentricità di 0,1520137, inclinata di 7,41385° rispetto all'eclittica.